# You'll Never Find Another Love like Mine
Singles de Lou Rawls
A Natural Man
(1971) Groovy People
(1976)
You'll Never Find Another Love like Mine est une chanson écrite par Kenny Gamble & Leon Huff et interprétée par le chanteur de rhythm and blues Lou Rawls sur son album de 1976 All Things in Time. La chanson s'avère être le hit décisif pour Rawls, atteignant le numéro 1 dans les charts R&B et Easy Listening, ainsi que le numéro 4 dans le classement Dance et le numéro 2 dans le palmarès Hot 100 du magazine Billboard, où elle est écartée de la première place pendant deux semaines respectivement par You Should Be Dancing des Bee Gees et (Shake, Shake, Shake) Shake Your Booty de KC and the Sunshine Band. C'est la première et unique fois que l'un des enregistrements de Rawls réussi à atteindre le Top Ten pop américain. C'est aussi le premier grand succès du label Philadelphie International à présenter le groupe MFSB remanié, après que plusieurs des membres originaux aient quitté Gamble et Huff pour de meilleures opportunités. La chanson est interprétée en ouverture des concerts de Rawls à partir de 1977. 
Le single se vend à plus d'un million d'exemplaires et est certifié disque d'or par la RIAA.

## Performances dans les charts
| Palmarès (1976–77)                            | Meilleur position |
| --------------------------------------------- | ----------------- |
| Afrique du Sud - Springbok Radio              | 1                 |
| Australie - Kent Music Report                 | 22                |
| Belgique francophone - Ultratop 50 Singles    | 5                 |
| Belgique néerlandophone - Ultratop 50 Singles | 10                |
| Canada - RPM Top Singles                      | 2                 |
| Canada - RPM Adult Contemporary               | 2                 |
| États-Unis - Billboard Hot 100                | 2                 |
| États-Unis - Billboard Disco Action           | 6                 |
| États-Unis - Billboard Easy Listening         | 1                 |
| États-Unis - Billboard Hot Soul Singles       | 1                 |
| Nouvelle-Zélande - RIANZ                      | 16                |
| Pays-Bas - Single Top 100                     | 8                 |
| Royaume-Uni Singles Chart                     | 10                |

| Palmarès (1976)                       | Rang |
| ------------------------------------- | ---- |
| Canada                                | 38   |
| Afrique du Sud                        | 13   |
| États-Unis - Billboard Hot 100        | 32   |
| États-Unis - Billboard Easy Listening | 9    |

| Palmarès (1977) | Rang |
| --------------- | ---- |
| Australie       | 97   |

## Autres versions
You'll Never Find Another Love like Mine est repris par différents artistes. On peut citer, entre autres :
- Le saxophoniste de jazz Stanley Turrentine reprend la chanson sur son album de 1976 The Man with the Sad Face[23].
- Hank Crawford sur son LP de Hank Crawford Back (1976).
- Le chanteur de reggae John Holt en single en 1976, puis sur son album World of Love en 1977.
- Michael Bublé dans son album homonyme en 2003, puis en duo avec Laura Pausini sur l'album live Caught in the Act en 2005.
- Dub Pistols feat. Rodney P (qui utilisent un sample de la version de John Holt) sur leur album Speakers and Tweeters (2007).

You'll Never Find Another Love like Mine est samplé par Green Velvet sur le titre Never Satisfied (Studio 54 Re-Re Mix) (1997).
La chanson est adaptée en français en 1976 par Bob Martin sous le titre Tu Peux Chercher (Un Autre Amour Que Le Mien) (Disques Flèche).

## Utilisations ultérieures
La chanson peut également être entendue dans les films : 
- Une Nana au poil (2002)
- Black/White (2005)
- Paranoïak (2007)
- L'âge de glace 3 : Le Temps des dinosaures (2009)
- Hit and Run (2012)
- Veronica Mars (2014),

et dans les séries télévisées : 
- Ma famille d'abord (2001-2005), dans laquelle Lou Rawls la chante lui-même à Damon Wayans lors d'une coloscopie,
- That '70s Show (1998-2006)
- Wing, épisode 3 de la saison 9 de South Park (2005)
- Mon oncle Charlie  (2003-2015)
- Psych : Enquêteur malgré lui (2006-2014).
- La chanson peu également être entendue dans un épisode de Cool Attitude, où Lou Rawls chante et danse avec Penny Proud, et sur la bande originale The Proud Family.
- Rocco DiSpirito et Karina Smirnoff dansent la rumba sur cette chanson dans l'épisode 2 de la saison 7 de Dancing with the Stars.

## Influences
- If You Could Love Me d'Edwyn Collins utilise plusieurs accords identiques et a un son similaire.